# ارتش در مصر باستان

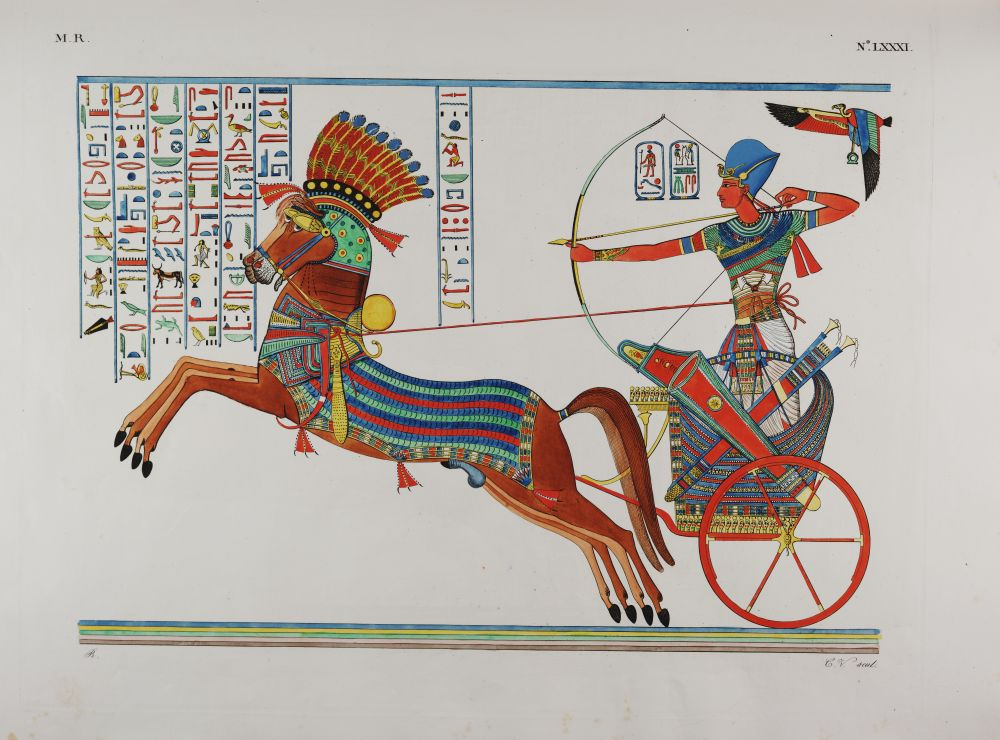
رامسس دوم سوار بر ارابه‌ جنگی

مصر باستان تمدن باستانی در شرق آفریقای شمالی بود که در امتداد بخش شمالی رود نیل در مصر متمرکز شده بود. این تمدن در حدود سال ۳۱۵۰ قبل از میلاد با اتحاد سیاسی مصر علیا و سفلی تحت رهبری فرعون اول به هم پیوست و طی سه هزار سال توسعه یافت. مصر باستان در دوران پادشاهی نوین به اوج قدرت نظامی خود رسید و پس از آن به آهستگی، وارد دوران افول شد. مصر در اواخر دوره پادشاهی توسط نیروهای خارجی فتح شد. زمانی که امپراتوری روم اولیه مصر را فتح کرد و آن را به استان تبدیل کرد،حکومت فراعنه رسماً در سال ۳١ قبل از میلاد پایان یافت. اگرچه نیروهای نظامی مصر در پادشاهی های کهن و میانه به خوبی حفظ شده بودند، اما وضع جدیدی که در پادشاهی نوین پدیدار شد نشان داد که دولت برای تامین نیازهای خود به سازماندهی بیشتر نظامی نیاز دارد.
مصر باستان در بیشتر بخش‌های تاریخ طولانی خود، تحت یک دولت متحد بود. نگرانی اصلی نظامی برای مصریان باستان، دور نگه داشتن دشمنان بود. دشت‌های خشک و بیابان‌های اطراف مصر محل سکونت قبایل عشایری بود که گهگاه سعی می‌کردند به دره حاصلخیز رود نیل حمله کنند یا در آن ساکن شوند تا بتوانند از امکانات خدادادی سرزمین مصر و رود نیل استفاده کنند. با این وجود، گستره وسیع بیابان، سد طبیعی را تشکیل می داد که از سرزمین مصر محافظت می کرد و عبور ارتش های عظیم دشمنان را تقریباً غیرممکن می‌‌‌ساخت. مصریان در امتداد مرزهای شرق، غرب دلتای نیل و در جنوب یعنی سرزمین نوبیا، دژها و پاسگاه های نظامی‌ای ساختند. پادگان‌های کوچک می‌توانستند از تهاجمات جزئی جلوگیری کنند، اما اگر نیروی بزرگی شناسایی می‌شد، پیامی برای ارتش اصلی ارسال می‌شد. بیشتر شهرهای مصر فاقد دیوارهای شهری و دیگر تجهیزات دفاعی بودند.
تاریخ مصر باستان به سه پادشاهی و دو دوره میانی تقسیم می شود. در طول سه پادشاهی، مصر تحت یک دولت متحد شد. در دوره‌های میانی (دوره‌های زمانی بین پادشاهی‌ها) کنترل دولت در دست عشایر کوچ نشین مختلف مصری و بیگانگان مختلف بود. جغرافیای مصر به پیشرفت نظامی این کشور کمک کرد و این شرایط زمینه را برای بسیاری از فتوحات نظامی مصر فراهم کرد. آنها با استفاده از سلاح های ابتدایی مانند تیر و کمان، دشمنان خود را ناتوان و ضعیف کردند؛ همچنین مصریان باستان ارابه‌هایی داشتند که با آن‌ها به دشمن حمله می‌کردند.

## تاریخچه

### پادشاهی کهن(۲۶۸۶–۲۱۸۱ قبل از میلاد)
پادشاهی کهن مصر باستان یکی از بزرگترین دوران در تاریخ مصر بود. به دلیل ثروت بالایی که در این دوره وجود داشت، به دولت این امکان را می‌داد که جایگاه نیروهای ارتشی را تثبیت کند و به نوبه خود ارتشی کارآمد را سازماندهی کند. در این دوره، بیشتر درگیری‌های نظامی به تحکیم قدرت در مصر و دفاع از سرزمین‌ مصر محدود می‌شد.

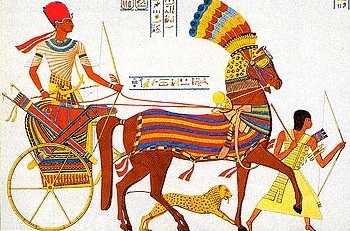
فرعون سوار بر یک ارابه‌ی جنگی هیتیایی

در ابتدای دوره پادشاهی کهن، هیچ ارتش حرفه ای در مصر وجود نداشت. فرماندار هر نوم (نوعی از تقسیمات کشوری که در مصر باستان برای مشخص کردن هر منطقه در پادشاهی مصر اطلاق می‌شد.) باید ارتش محلی خود را تشکیل می داد. سپس، تمام لشکریان زیر نظر فرعون برای جنگ گرد هم می آمدند. جوزر اولین کسی بود که با ابداع سیستم جذب داوطلب برای استخدام در ارتش که هر ساله افرادی به آن ملحق شدند، یک ارتش حرفه‌ای ایجاد کرد، اکثر افراد لشکر مردان طبقه پایینی بودند که توانایی مالی برای دریافت آموزش و مهارت در مشاغل دیگر را نداشتند. سربازان پادشاهی کهن به انواع مختلفی از سلاح ها از جمله سپر، نیزه، چماق، گرز، خنجر و تیر و کمان مجهز بودند. رایج ترین سلاح مصری تیر و کمان بود. در دوران پادشاهی کهن اغلب از کمان تک قوسی استفاده می شد. کشیدن این نوع کمان دشوار بود و طول کشش زه آن کمتر بود. پس از معرفی کمان ترکیبی توسط هیکسوس ها، سربازان مصری نیز از این سلاح استفاده کردند.

### دوره نخست میانی (۲۱۸۱–۲۰۵۵ قبل از میلاد) و پادشاهی میانه(۲۰۵۵–۱۶۵۰ قبل از میلاد)
فرعون منتوهوتپ دوم فرماندهی لشکرکشی به جنوب تا آبشار دوم رود نیل در نوبیا را برعهده داشت؛ منطقه‌ای که استقلال خود را در دوره نخست میانی به دست آورده بود. او همچنین سلطه‌گری و نفوذ مصر را بر منطقه صحرای سینا که از پایان پادشاهی کهن از دست داده بود، بازگرداند.
از دودمان دوازدهم به بعد، فراعنه اغلب ارتش های پایدار، ثابت و آموزش دیده ای داشتند که گروه‌های بزرگتر نظامی را تشکیل می‌دادند که برای دفاع در برابر تهاجم جمع شده بودند. تحت فرمانروایی سنوسرت اول، ارتش مصر یک قلعه مرزی در منطقه بوهین ساخت و تمام نوبیای سفلی را به عنوان مستعمره مصر درآورد.

### دوره دوم میانی (١۶۵۰-۱۵۵۰ قبل از میلاد)
پس از اینکه مرنفررع آی از میانه دودمان سیزدهم از کاخ خود فرار کرد، هیکسوس‌ها، ممفیس (پایتخت مصر) را غارت کردند و ادعای تسلط بر مصر علیا و سفلی را داشتند. پس از به دست گرفتن کنترل ممفیس توسط هیکسوس‌ها، بسیاری از مصریان به شهر تبس گریختند، جایی که تبدیل شده بود به مرکز مخالفت با حکومت هیکسوس‌ها.
هیکسوس ها، پایتختی مستحکم در آواریس برپا کردند. مصریان باستان در این زمان به سختی و تنگنا افتاده بودند. دولت مرکزی آنها سقوط کرده بود. آنها بین هیکسوس‌ها در شمال و نوبیایی‌ها در جنوب قرار گرفته بودند. این دوره تحول بزرگی را برای ارتش مصر رقم زد. هیکسوس‌ها اسب، ارابه و کمان ترکیبی را به مصر آوردند؛ ابزارهایی که به شدت نحوه عملکرد ارتش مصر را تغییر می‌دادند. (برخی شواهد نشان می‌دهد که اسب‌ها و ارابه‌ها قبلاً حضور داشتند.) کمان ترکیبی، که امکان دقت بیشتر و هدف‌گیری از فاصله دور بهتر با تیرها را فراهم می‌کرد، همراه با اسب‌ها و ارابه‌ها در نهایت به ارتش مصر در بیرون راندن هیکسوس‌ها از مصر کمک کرد. این آغاز دوران پادشاهی جدید بود.سلاح کمان ترکیبی سلاحی پیچیده و گران قیمت بود که از لایه‌هایی از چوب، شاخ حیوانات و تاندون‌هایی ساخته شده بود که برای تولید نیرویی بزرگ، منحنی شده بودند.

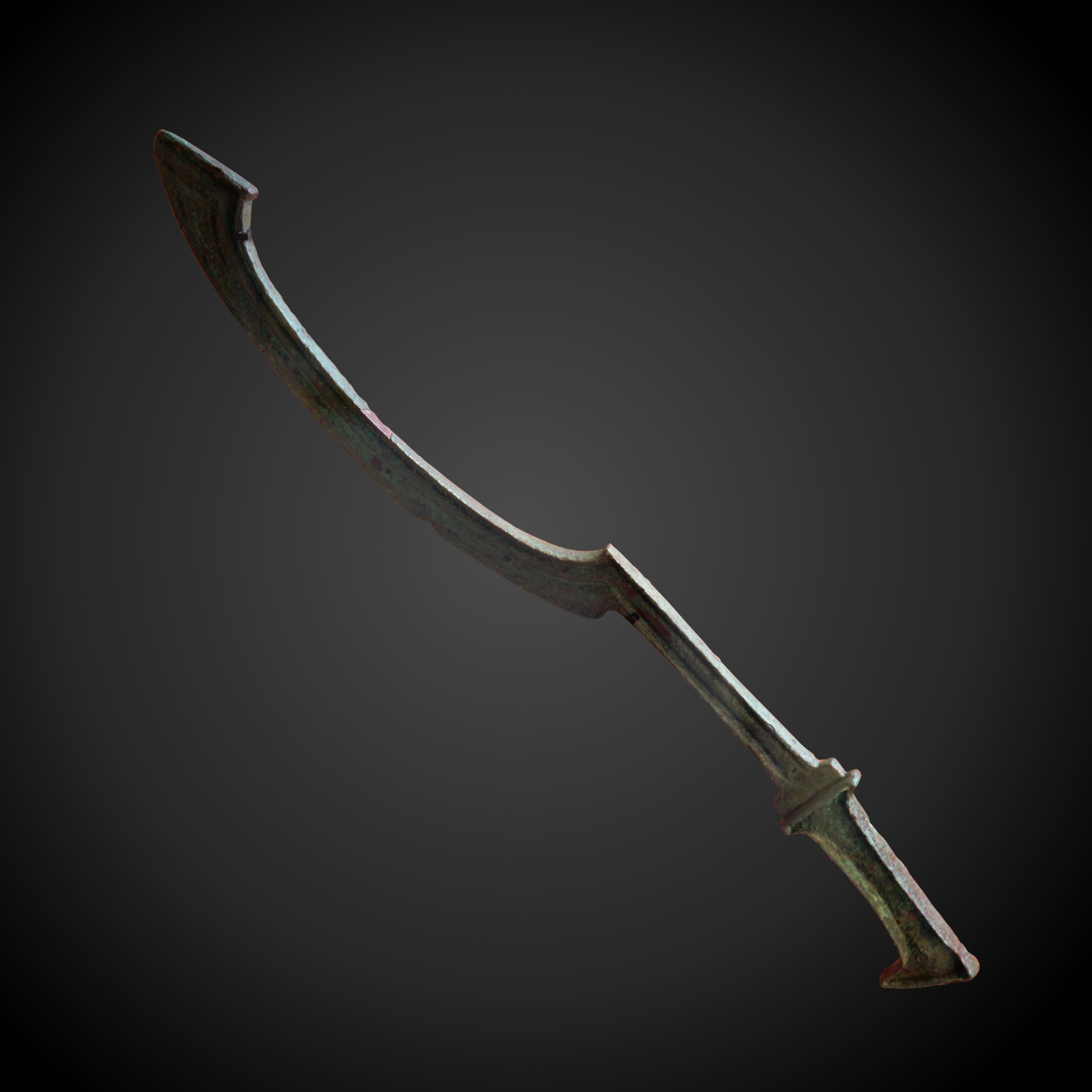
خوپِش، سلاحی که در ارتش مصر باستان در زمان پادشاهی نوین استفاده می‌شد. در زبان مصری خوپش به معنای «پای جلوی حیوان» است.

### دوره پادشاهی نوین(۱۵۵۰-١۰۶۹ قبل از میلاد)
در پادشاهی جدید تهدیدهای جدیدی پدیدار شد. با این حال، کمک های نظامی هیکسوس‌ها به مصر اجازه داد تا از خود در برابر این تهاجمات خارجی با موفقیت دفاع کند. هیتی‌ها تلاش کردند مصر را فتح کنند، اما شکست خوردند و پیمان صلحی میان مصر و هیتی‌ها بسته شد. همچنین، مردمان دریا در این مدت به کل خاور نزدیک باستانی حمله کردند. مردمان دریا سعی در فتح مصر داشتند، اما در نهایت ارتش مصر در این زمان به اندازه کافی قوی بود تا از فتح مصر و فروپاشی دولت جلوگیری کند. بر خلاف هیتی‌ها که به ارابه‌های خود وابسته بودند، مصری‌ها به شدت به پیاده نظام خود متکی و وابسته بودند. به این ترتیب نظام ارتش پادشاهی جدید با دو پادشاهی قبلی خود متفاوت بود.

## لشکرها

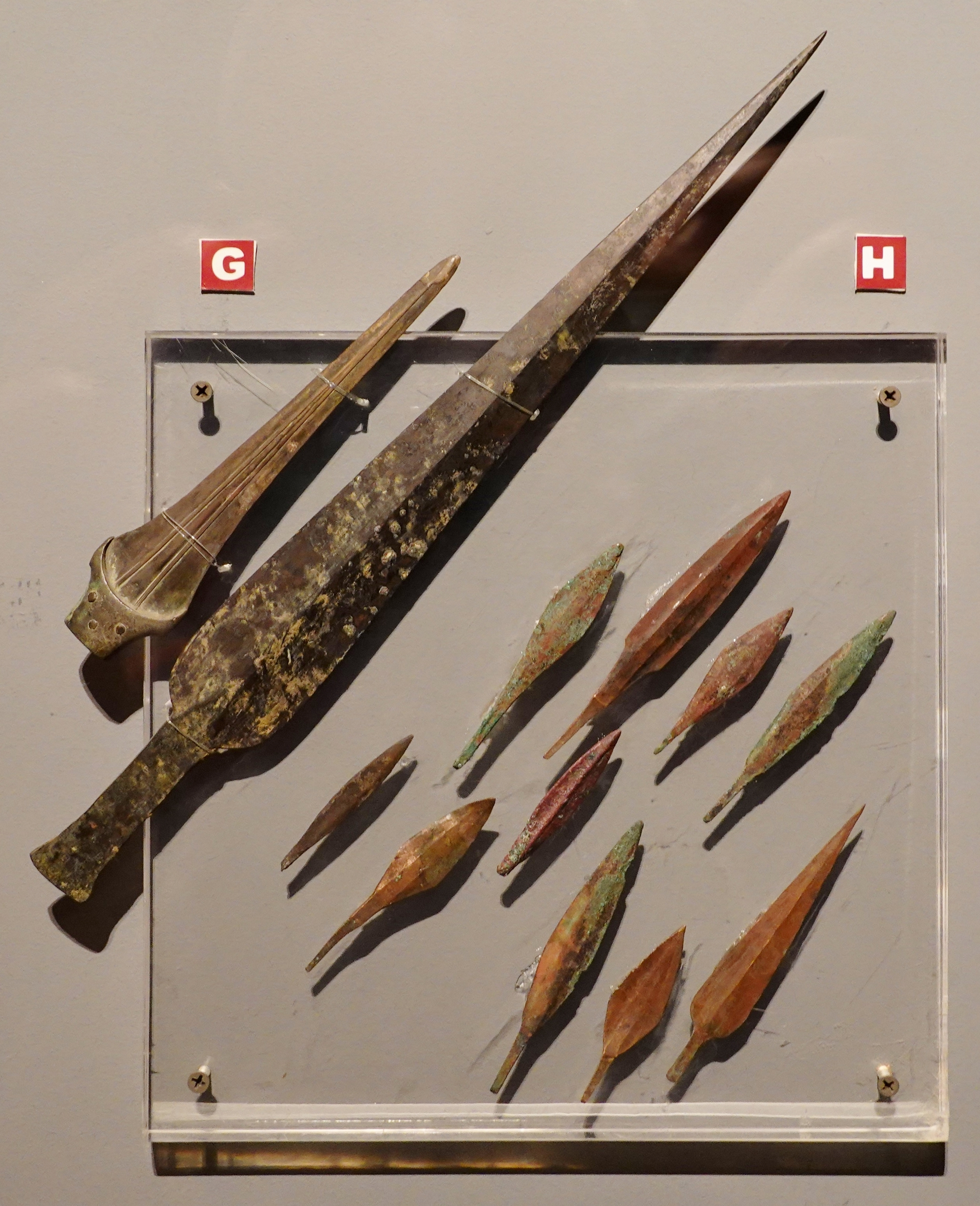
انواع سرنیزه‌های برنزی مورد استفاده در ارتش مصر باستان

### دوره‌های کهن و میانی
قبل از آغاز پادشاهی نوین، ارتش مصر از کشاورزان و صنعتگرانی تشکیل شده بود که به اجبار زیر پرچم فرعون جمع شده‌ بودند. در طول پادشاهی کهن و میانه، ارتش مصر از لحاظ نظام ساختاری، ابزارآلات و اسلحه‌های جنگی بسیار ابتدایی بود. سربازان مصری با سلاح ساده ای متشکل از نیزه ای با سرنیزه مسی و سپر چوبی بزرگی که با چرم پوشانده شده بود مبارزه می‌کردند. یک گرز سنگی نیز در دوره باستانی مورد استفاده قرار گرفته می‌شد، اگرچه بعداً این سلاح احتمالاً فقط در مراسمات تشریفاتی استفاده می‌شد. نیزه‌داران توسط کماندارانی که تیر و کمان ساده با نوک پیکان از سنگ چخماق یا مس داشتند، پشتیبانی می‌شدند. در هزاره سوم و اوایل هزاره دوم قبل از میلاد از هیچ زرهی استفاده نمی‌شد. خارجی‌ها نیز در ارتش گنجانده می‌شدند، نوبیایی ها (مدجای‌ها)، به عنوان سربازان به زور گرفته شده وارد ارتش مصر شدند و بهترین واحدهای تیراندازی با کمان را تشکیل دادند.

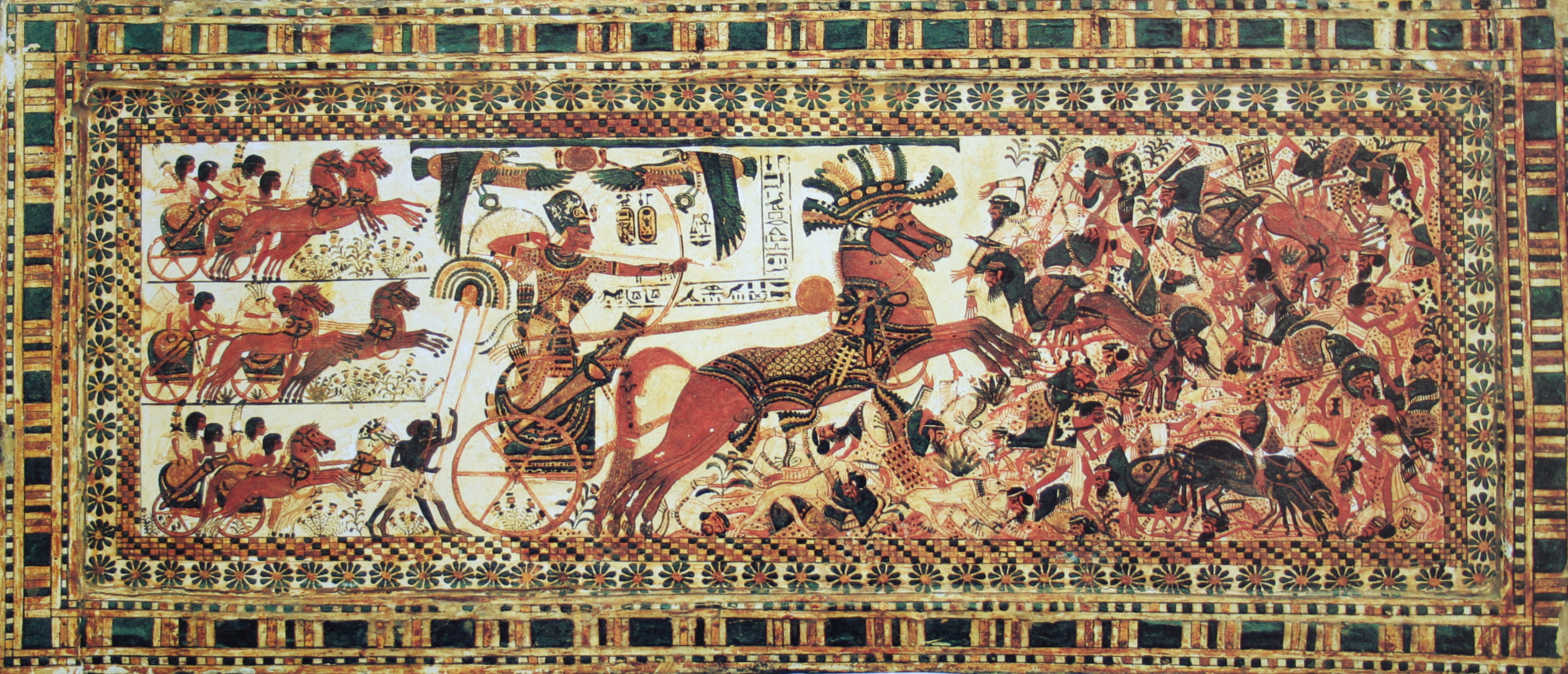
توت عنخ آمون سوار بر ارابه در حال کشتن دشمنان آسیایی خود

### دوره پادشاهی نوین
پیشرفت عمده در فن آوری تسلیحات و جنگ در حدود سال ١۶۰۰ قبل از میلاد آغاز شد یعنی در زمانی که مصریان جنگیدند و سرانجام قوم هیکسوس را که خود را اربابان مصر سفلی ساخته بودند شکست دادند. در این دوره بود که اسب دوانی و ارابه به مصر وارد شد که مصریان هیچ نسخه‌ی مصری برای آن نداشتند تا اینکه در آغاز دودمان هجدهم نسخه خود را از ارابه جنگی معرفی کردند.سپس مصریان باستان، ارابه را متناسب با نیازهای خود بهبود بخشیدند. سلاح سازمانی و اصلی در ارتش مصر تیر و کمان بود. با معرفی کمان  ترکیبی توسط هیکسوس‌ها، این سلاح به یک سلاح مهیب در ارتش مصر تبدیل شد. این کمان ها همراه با ارابه جنگی، ارتش مصر را قادر می ساخت تا به سرعت و از راه دور حمله کند. از دیگر فناوری‌هایی که باعث تقویت ارتش مصر شد، سلاح خوپش بود. در بعضی از نگاره‌های معابد مصر باستان دیده می‌شود که خدایان این سلاح را همراه با وعده پیروزی و زره و علم ریخته گری برنز در اختیار فراعنه گذاشته اند. در دودمان هجدهم، سربازان شروع به پوشیدن کلاهخود و بالاپوش های چرمی یا پارچه ای با پوشش های فلزی کردند.
این تغییرات باعث ایجاد تغییراتی در نقش ارتش در جامعه مصر شد، و بنابراین در طول پادشاهی جدید، ارتش مصر از نیروهای نظامی معمولی به سازمانی مستحکم از سربازان حرفه‌ای تبدیل شد. فتح سرزمین های خارجی، مانند نوبیا، مستلزم استقرار یک نیروی دائمی در خارج از کشور بود. رویارویی با دیگر پادشاهی‌های قدرتمند خاور نزدیک مانند میتانی‌ها، هیتی‌ها، و بعداً آشوری‌ها و بابلی‌ها، انجام لشکرکشی‌های سخت و دشوار در شرایط دوری از وطن را برای مصریان ضروری می‌کرد. بیش از ۴۰۰۰ پیاده نظام ارتش در ۲۰ گروه بین ۲۰۰ تا ۲۵۰ نفری سازماندهی می‌شدند. تخمین زده می شود که ارتش مصر در زمان رامسس دوم یعنی در سال ۱۳۰۰ پیش از میلاد، بیش از ۱۰۰۰۰۰ سرباز داشت. همچنین گروه هایی از لیبیایی ها، نوبی ها، کنعانی ها و شردن ها (یونانی ها) در ارتش مصر خدمت می کردند. آنها اغلب به عنوان نیروی مزدور توصیف می شدند، اما به احتمال زیاد آنها زندانیان و بردگانی بودند که زندگی سربازی را به جای برده داری ترجیح می دادند.

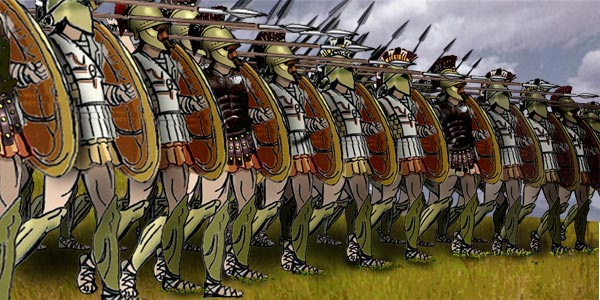
فالانژ نیروهای پیاده نظام یونانی

### دوره متأخر
پیشرفت در ساختارهای ارتش در اواخر دوره (۷۱۲-۳۳۲ قبل از میلاد) رخ داد، زمانی که از نیروهای سوارکار و سلاح های ساخته شده از آهن استفاده می‌شد. پس از فتح مصر توسط اسکندر مقدونی، مصر به شدت تحت تاثیر فرهنگ یونانی قرار گرفت و فالانژ نیروی اصلی پیاده نظام ارتش مصر شد. مصریان باستان مبتکران و مخترعان بزرگی در فناوری در حوزه تسلیحات نبودند و بیشتر نوآوری های فناوری تسلیحات از آسیای غربی و یونان باستان وارد مصر می‌شد.

## تشکیلات نظامی
در اوایل پادشاهی کهن (حدود ۲۶۸۶-۲۱۶۰ قبل از میلاد) مصر از واحدهای نظامی خاصی استفاده می کرد که در سلسله مراتب نظامی در پادشاهی میانه (حدود ٢۰۵۵-١۶۵۰ قبل از میلاد) ظاهر شد. در زمان پادشاهی نوین(حدود ۱۵۵۰-١۰۶۹ قبل از میلاد) ارتش مصر از سه شاخه اصلی تشکیل شده بود: پیاده نظام، ارابه سواری، و نیروی دریایی.

### سربازان مصری
در زمان فتح مصر، فرعون ارتش خود را به دو قسمت شمالی و جنوبی تقسیم کرد. سپس آنها به چهار ارتش دیگر به نام خدایان مصری رع، آمون، پتاح و ست تقسیم می‌شوند (از بین تمام ارتش‌هایی که فرعون خود را با آمون هم‌تراز می‌کرد). از آنجا او یک فرمانده کل را انتخاب می کرد، به طور کلی یک شاهزاده خاندان سلطنتی که سپس کاپیتانانی را برای اجرای دستورات داده شده در زنجیره فرماندهی انتخاب می کرد. در زمان جنگ، فرماندهی کل وظیفه انتخاب ناخداهای خود را که معمولاً شاهزادگان رده پایین خاندان سلطنتی بودند، به عهده داشت. آنها عموماً با استفاده از ابزار رشوه خواری و مراجعه به دادگاه های ذی نفع به این موقعیت ها دست یافتند. یکی دیگر از عوامل مهم در انتخاب افسران و کاپیتان ها، میزان تحصیلات آنها بود. اغلب مقامات اغلب دیپلمات‌هایی با سوابق تحصیلی گسترده بودند. بعدها، پس از دریافت مقام رسمی، ارتش های تقسیم شده با مزدورانی متحد شدند که با آنها به عنوان یکی از آنها آموزش می دیدند، اما هرگز بخشی از ارتش بومی مصر نبودند.
هر هنگ در ارتش مصر را می‌توان با سلاحی که حمل می‌کردند شناسایی کرد: کمانداران، نیزه‌داران و پیاده نظام. نیزه‌داران نه تنها سلاح دوربرد خود، نیزه، بلکه یک خنجر بر روی کمربند خود و یک شمشیر خمیده کوتاه  نیز حمل می کردند.

### ارابه‌ها

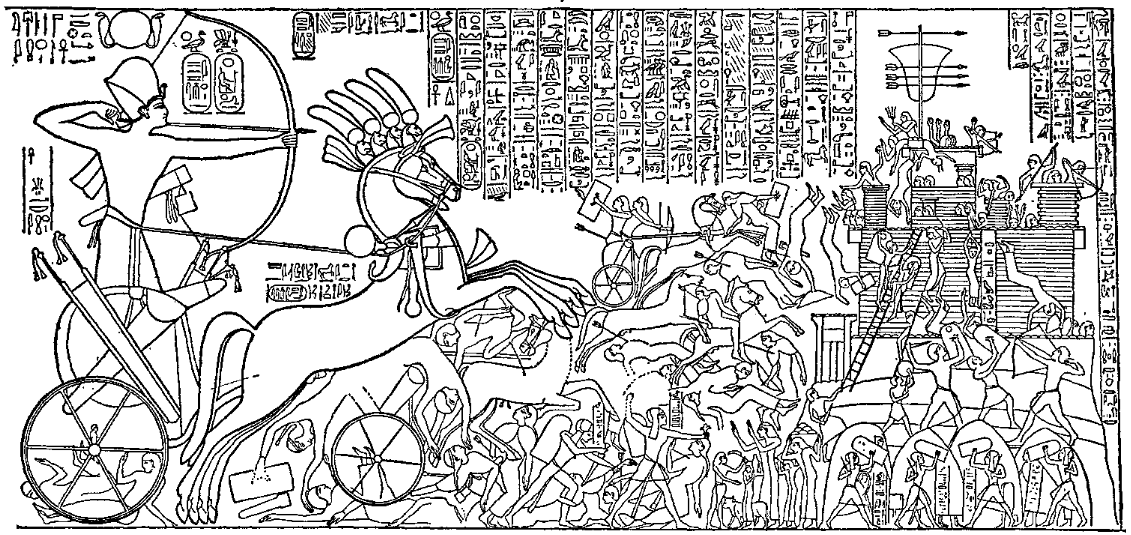
رامسس دوم در حال یورش به دژ هیتی‌ها به نام داپورُ؛ از نگاره‌های روی معبدش در تبس.

ارابه که به نوعی ستون فقرات ارتش مصر بود، در پایان دوره میانی دوم (حدود ۱۶۵۰-١۵۵۰ قبل از میلاد) و آغاز پادشاهی جدید (حدود ١۵۵۰-۱۰۶۹ قبل از میلاد) از آسیای غربی به مصر باستان وارد شد. ارابه‌سواران از طبقات بالا و ثروتمند مصر انتخاب می شدند. ارابه‌ها عموماً به‌عنوان یک وسیله متحرک برای استفاده از سلاح‌های پرتابی مورد استفاده قرار می‌گرفتند و عموماً توسط دو اسب کشیده می‌شدند. و توسط دو ارابه‌ران رانده می‌شدند. یک راننده که سپر حمل می کرد و مردی نیز با کمان یا نیزه دشمن را مورد نشان قرار می‌داد. ارابه ها نیز از پشتیبانی پیاده نظام برخوردار بودند. در زمان نبرد قادش، بازوی ارابه در اوج پیشرفت و تکامل بود. این برای سرعت و قدرت مانور، سبکی وزن و ظاهر ظریف داشتن طراحی شده است. قدرت تهاجمی آن در توانایی آن بود که به سرعت بچرخد، دور بزند و مکرراً تیر پرتاب کند، به خط دشمن نفوذ کند و به عنوان یک سکوی پرتاب متحرک عمل کند که به خدمه جنگنده فرصت پرتاب تیرهای زیادی از کمان ترکیبی را میداد. سپاه ارابه سواران به عنوان یک نیروی مستقل عمل می کرد اما به سپاه پیاده نظام متصل بود.

## نیروی دریایی مصر باستان

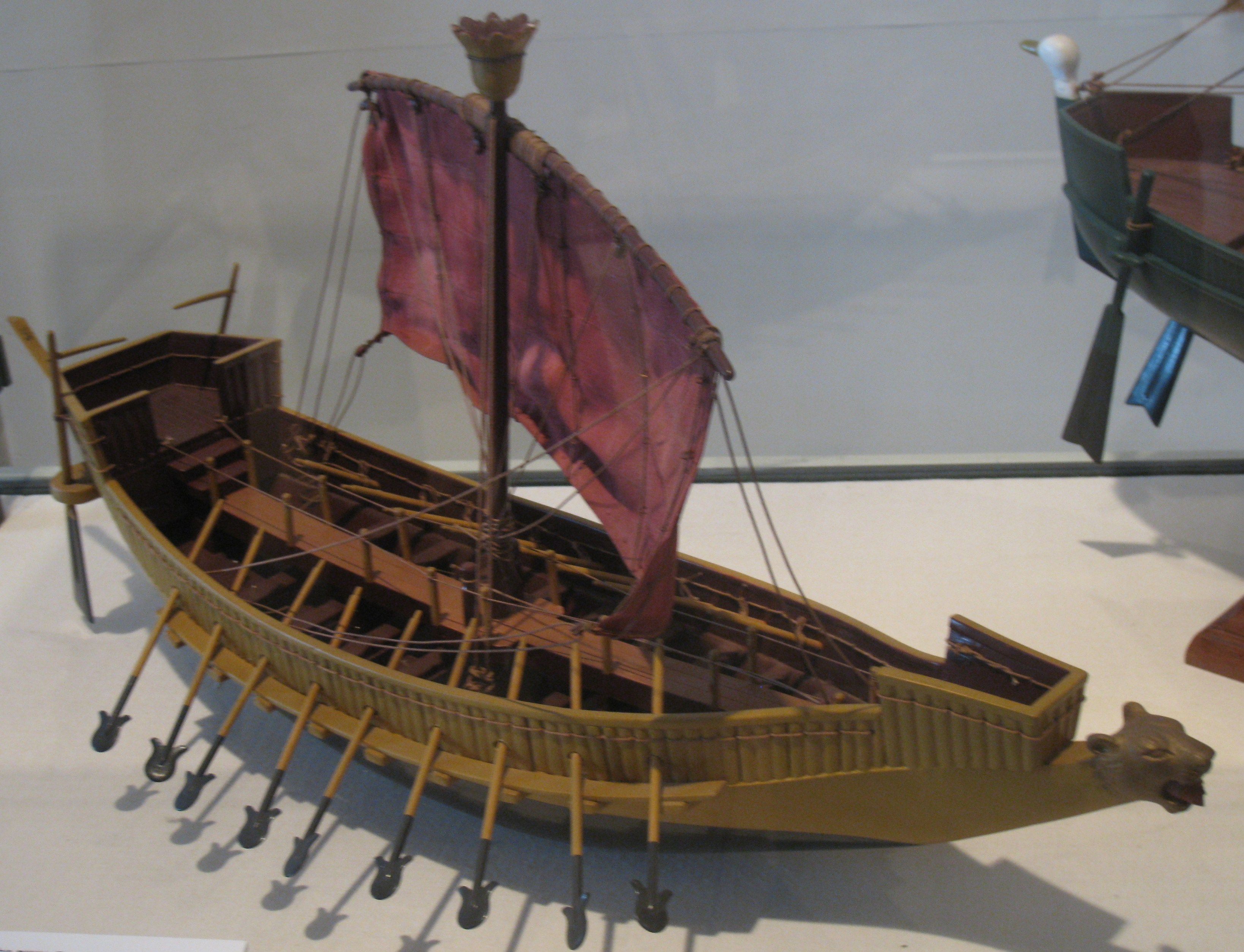
ناوگان جنگی رامسس سوم

نیروی دریایی مصر باستان تاریخ بسیار غنی‌ای دارد که تقریباً به اندازه پیشینه مصر باستان است. بهترین سرنخ‌ها در مورد نوع کشتی‌هایی که مصریان استفاده می‌کردند و اهداف آنها از این نوع کشتی‌ها چه بوده را می‌توان از نقش برجسته‌های معابد که در سرتاسر سرزمین پخش شده‌اند، یافت. قایق‌های اولیه که برای گشتن در رود نیل استفاده می‌شدند اغلب از نی ساخته می‌شدند. کشتی‌های دریایی از چوب سروی ساخته می‌شد که به احتمال زیاد از جنگل‌های سرو جبیل در لبنان امروزی به دست می‌آمده است. استفاده از نیروی دریایی برای مصریان به اندازه یونانی ها یا رومی ها اهمیت نداشت، اما همچنان در طول لشکرکشی های توتموس‌ها و حتی در دفاع از مصر در زمان رامسس سوم ارزش خود را نشان داد. توتموس سوم اهمیت حفظ یک خط ارتباطی، تدارکاتی و مدیریت تأمین زنجیره نظامی سریع و کارآمد را درک کرد که پایگاه های او در منطقه شام را با مصر متصل می کرد. به همین دلیل، او اسکله بندری معروف خود را برای ناوگان سلطنتی در نزدیکی ممفیس ساخت، که تنها هدف آن تامین مداوم ارتش مصر با نیروهای اضافی و همچنین ارتباط با مرکز مصر و تدارکات عمومی بود. در طول پادشاهی کهن تا آغاز پادشاهی نوین، نیروی دریایی و کشتی های مصریان باستان تقریباً غیر از انجام وظایف ارتباطی و حمل و نقل وظیفه ای دیگری نداشتند. با این حال، از طریق سازماندهی مجدد گسترده ارتش مصر در پادشاهی نوین و سیاست خارجی یورش به همسایگان که توسط فراعنه دنبال می‌شد، نقش نیروی دریایی در حفظ قدرت و نفوذ مصر در خارج از کشور حیاتی‌تر شد.

### هدف‌های ایجاد نیروی دریایی ارتش مصر باستان
نیروی دریایی مصر چهار هدف اصلی داشت:
۱- انتقال نیروها و تدارکات به مناطق که به این امکانات نیاز دارند.
۲- به عنوان سکویی که تیراندازان از آن تیرهای خود را بر روی دشمنی که مستقر در زمین یا دریا بود پرتاب کنند.

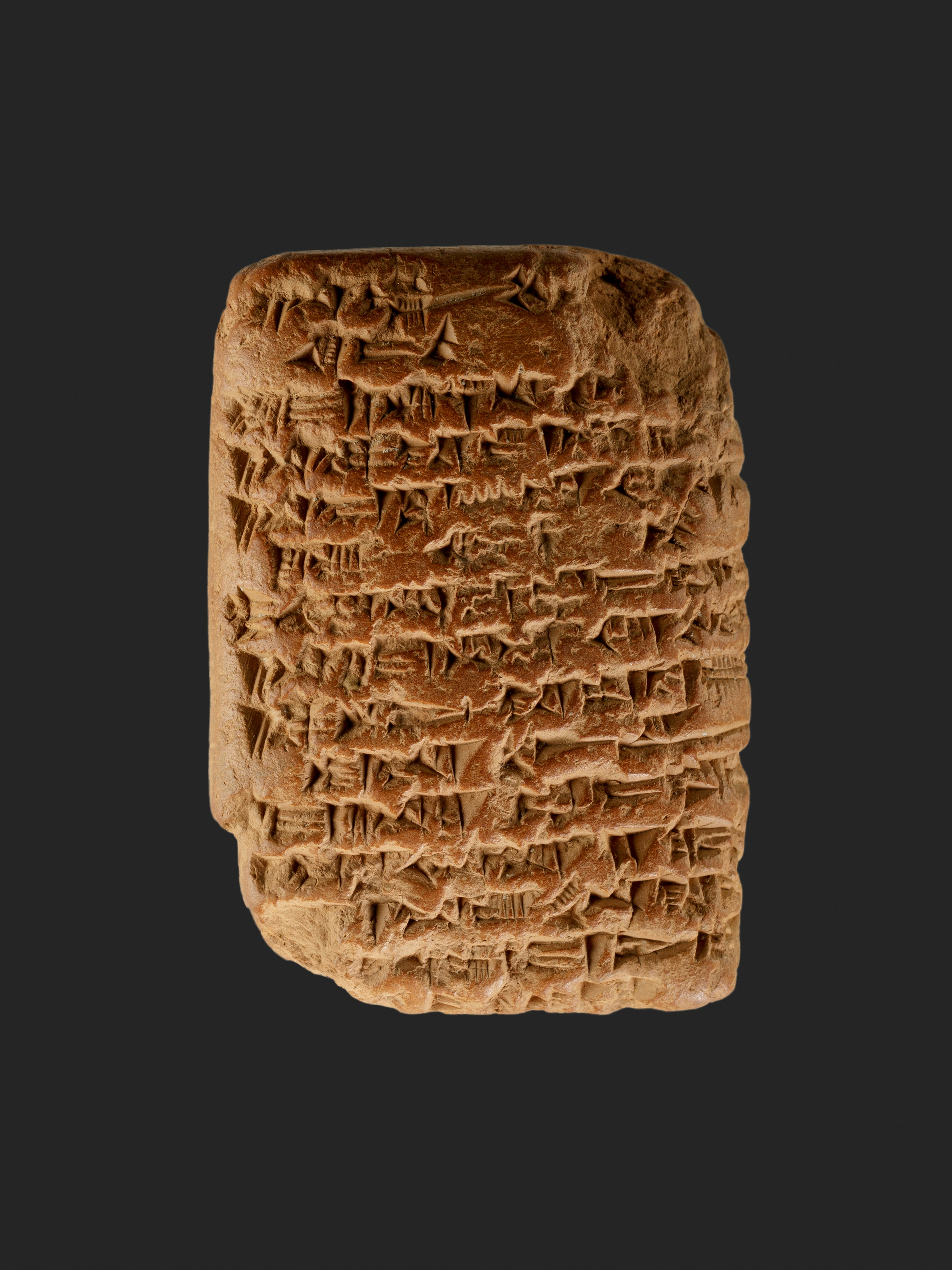
یکی از چند لوح‌های گلی عمارنه

۳- برای نابود کردن کشتی های دشمن
۴- حمل زندانیان

### ساخت کشتی
کشتی‌ها و قایق‌ها ابتدا به روشی بسیار ساده ساخته شدند که در آن از نی استفاده می شد. این قایق‌ها به هیچ وجه قادر به تردد در دریای سرخ یا مدیترانه نبودند و از این رو هدف آنها فقط حرکت در رود نیل بود. هر زمان که مصری‌ها مجبور بودند سفرهای دریایی طولانی‌تری را تحمل کنند، مصراز لبنان چوب سدر را وارد می‌کرد که روابط تجاری خوبی با لبنانی ها داشتند. در عین حال، آنها از سایر کشورهایی که با آنها تجارت می کردند می خواستند تعداد مشخصی کشتی را برای آنها بسازند. نمونه ای از این امر در نامه های عمارنه است که در آن ما درخواستی از پادشاه قبرس برای ساخت کشتی برای نیروی دریایی مصر می بینیم.در زمان نبرد مردمان دریا، مصری ها در کشتی سازی متخصص شده بودند.

### حمل و نقل
صحراهای مصر اغلب طاقت فرسا در نظر گرفته می شود و سفر از طریق آن بسیار دشوار است به جز چند مایلی که دره نیل را احاطه کرده است. به همین دلیل استفاده از کشتی ها به عنوان وسیله ارتباطی و حمل و نقل بسیار موثر بود. مصریان از نیروی دریایی خود برای اولین و مهمترین هدف در این راه استفاده کرده بودند. آنها سربازان را به مناطقی در سراسر مصر می فرستادند که کارشان سرکوب شورش ها یا دفع مهاجمان بود. این امر در استفاده از کشتی‌ها و قایق‌ها برای انتقال مواد غذایی و آذوقه به قلعه‌هایی که در جنوب یعنی نزدیک نوبیا مستقر بودند بسیار واضح است. این قلعه‌ها اغلب در مناطق صعب العبور قرار می‌گرفتند و از این رو برای تامین غذای خود به جیره‌ای که از شهرهایی مانند تبس و کارناک می‌گرفتند، تکیه می‌کردند. مصریان از همان آغاز تمدنشان تا زمان پادشاهی نوین همیشه از این کشتی‌ها برای غذارسانی و تامین امکانات نیروهای خود استفاده می کردند، تا جایی که آنها، نیروهای خود را که در منطقه شام مستقر بودند از طریق کشتی‌هایی دریایی تأمین می کردند.

### نبردهای دریایی معروف

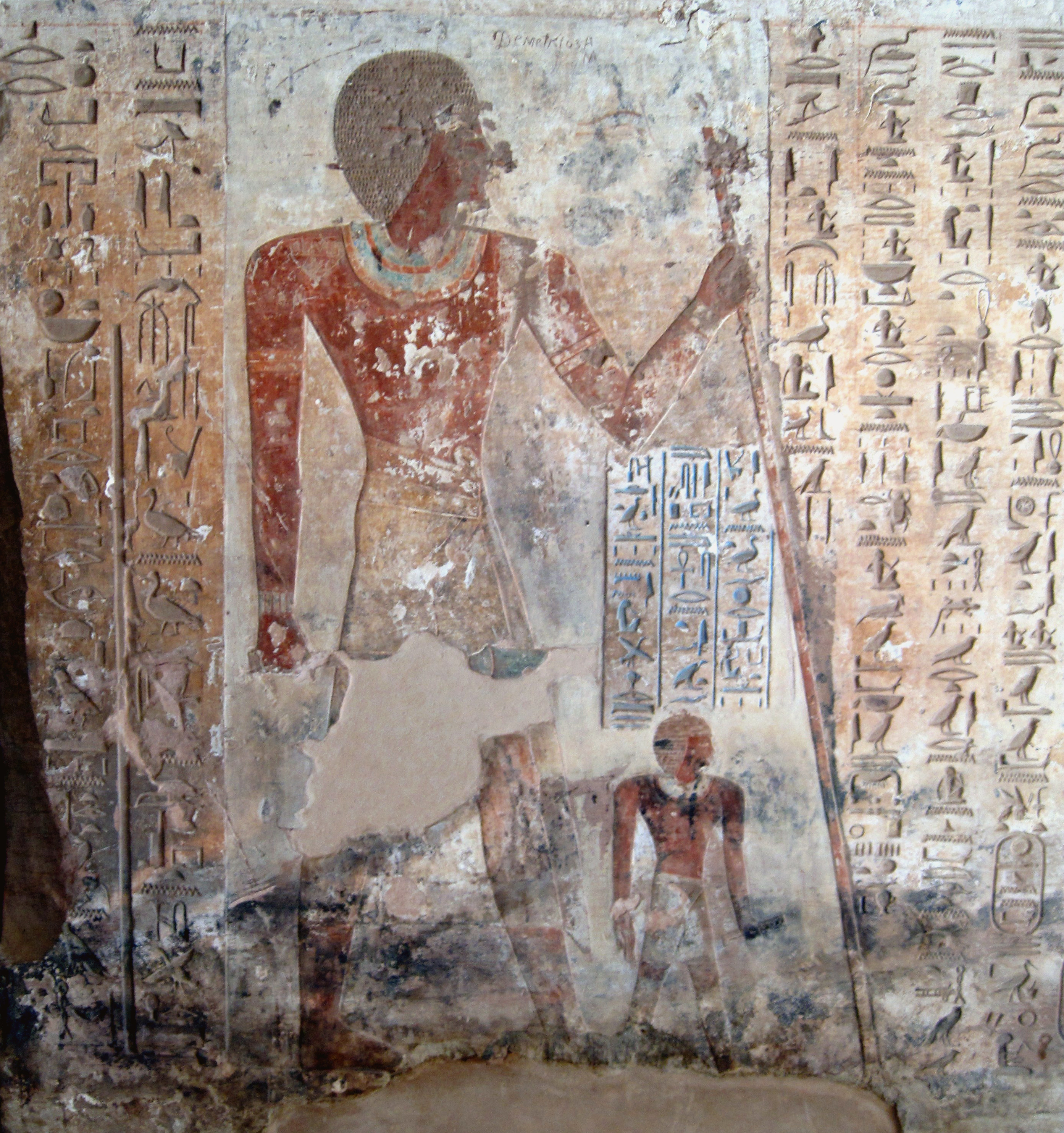
نگاره‌ای از احموس پسر ایبانا واقع در مقبره‌اش در الکاب

در مصر باستان به دلیل اینکه تفکیکی میان نیرو دریایی و نیروی زمینی قائل نمی‌شدند و هردو را ارتش می‌دانستند تشخیص اینکه چه نبردهایی دریایی بوده اند و چه جنگ‌هایی زمینی، کار را بر تاریخ دانان و مصر شناسان کمی سخت می‌کند؛ اما به کمک نقش برجسته‌ها و نقاشی‌هایی که در مصر یافت شده‌اند می توانیم به بعضی از آنها پی ببریم.

#### ۱. محاصره آواریس
اهمسه در پایان دودمان هفدهم و آغاز دودمان هجدهم، پایتخت هیکسوس‌ها یعنی آواریس را محاصره کرد. یکی از روایت های محاصره از سرباز و ملوانی به نام احموس پسر ایبانا که در محاصره جنگیدند، آمده است. او در گزارش های خود بیان می کند که چگونه در کشتی‌ای به نام -شمالی- که در آن با ارتش مصر به سمت آواریس حرکت می کرد، مستقر شد. پس از نبرد، شهر را محاصره کردند و آن را محاصره کردند. محاصره آواریس باید یک حمله ترکیبی دریایی و زمینی بوده باشد، زیرا آهموس پسر ایبانا ادعا کرد که "در کانال علیه پزیدکو آواریس جنگیده است".

#### ٢. جنگ علیه مردم دریا
این جنگ شاید مشهورترین جنگ دریایی مصر باشد که به که قدرت نیروی دریایی مصر باستان را نشان می‌دهد و اولین جنگی است که به خوبی مستند شده است. در طول سلطنت رامسس سوم که از ۱۱۸٢ قبل از میلاد تا ١١۵١ قبل از میلاد بود، تهدید جدیدی برای به چالش کشیدن مصریان به روشی متفاوت از آنچه قبلاً به آن عادت داشتند، پدید آمد. قوم جدیدی به نام مردم دریا به منطقه شام رسیدند و شهرهای آن را ویران می کردند. قبلاً هیتی‌های قدرتمند توسط این مردم اسرارآمیز نابود شدند و به زودی آشکار شد که مصر با تمام ثروتش در مرحله بعدی قرار خواهد گرفت. رامسس سوم یک ناوگان دریایی قدرتمند آماده کرد و برای عقب راندن مردم دریا در نیل برنامه ریزی کرد. در خطی از نوشته‌های نقش برجسته معبد مدینت هابو  آمده است:
من دهانه رودخانه را مانند دیوار محکمی با کشتی‌های جنگی، گالِی‌ها و قایق های سبک آماده کردم. آنها از جلو و عقب کاملاً مجهز پیاده‌نظامی از تمام برگزیدگان مصر و جنگجویان شجاعی بودند که سلاح‌های خود را حمل می‌کردند،
در آن نقش برجسته، دشمن را با کشتی‌های بزرگ شان نشان می‌دهد که همگی در رود نیل می‌افتند و غرق می‌شودند و با تیرهایی که از کشتی‌های مصری پرتاب می‌شد، سوراخ می‌شوند. در همان زمان، رامسس سوم ادعا می کند که او دشمن را در نزدیکی ساحل نیل فریب داد، جایی که او صدها هزار تیر را بر روی آنها پرتاب کرد. مصری‌ها با قایق‌های سریع و چابک خود در برابر کشتی‌های دریایی مردم دریا پیروز شدند.

## سلاح‌های پرتابه‌ای
سلاح های پرتابه توسط مصریان باستان برای تضعیف دشمن قبل از حمله پیاده نظام استفاده می شد. از نیزه و تیر کمان استفاده می‌شد، اما تیر و کمان اولین سلاح پرتابی در تاریخ مصر بود. منجنیقی متعلق به ۱۹۰۰ قبل از میلاد. بر روی دیوارهای قلعه بوهین پیدا شد.

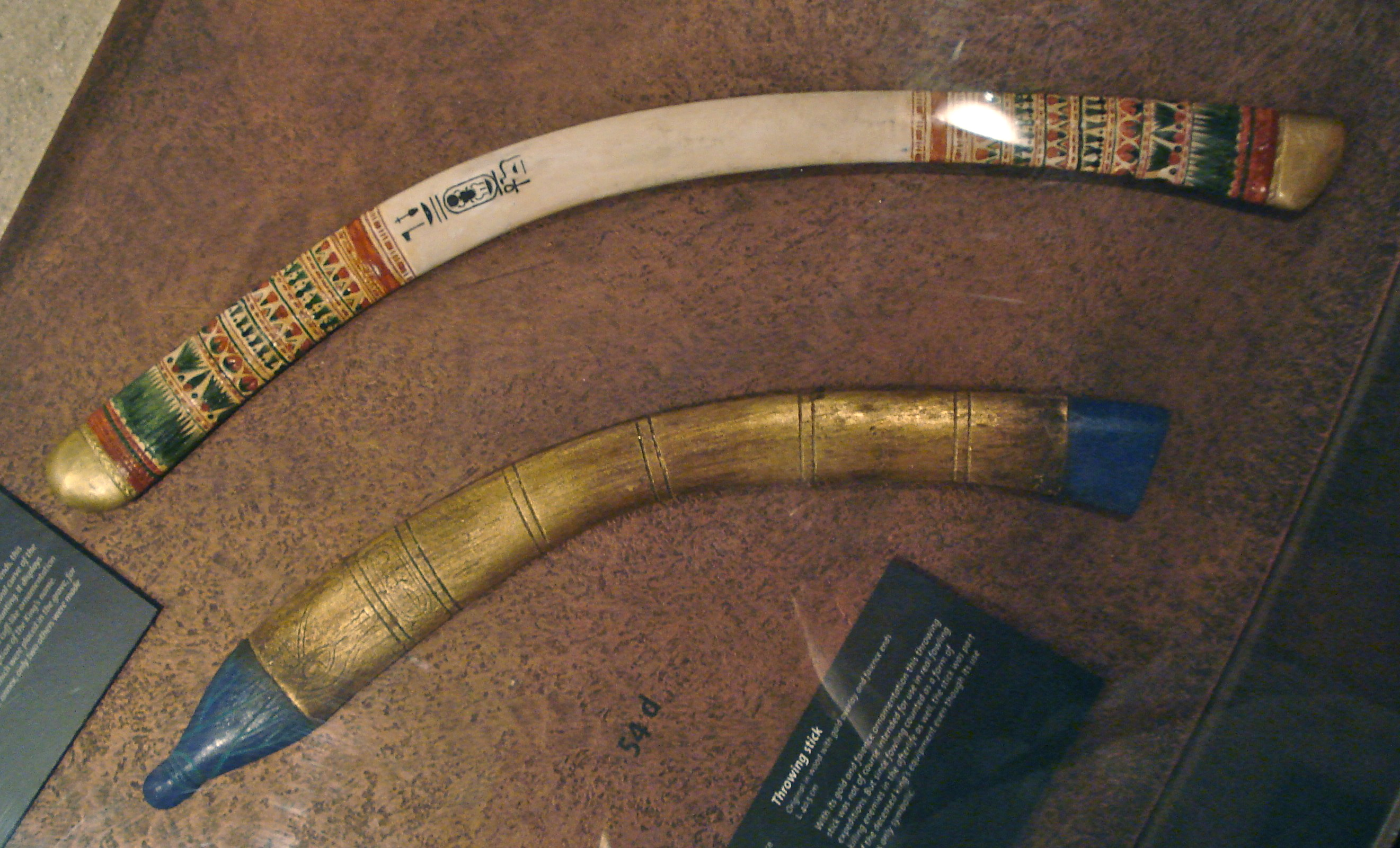
چوب های پرتابی پیدا شده در مقبره توت عنخ آمون. بالایی از عاج ساخته شده است در حالی که در پایینی از طلا ساخته شده است و در مراسم تشریفاتی استفاده می شد.

### چوب پرتابی
به نظر می رسد که چوب پرتابی تا حدودی در دوران پیش از سلسله مصر به عنوان یک سلاح استفاده می شده است، اما به نظر می رسد برای این منظور چندان مؤثر نبوده است. به دلیل سادگی آنها، پیاده نظام ماهر به استفاده از این سلاح حداقل تا پایان پادشاهی جدید ادامه دادند. در بیشتر دوره سلسله مصر از آن به طور گسترده برای شکار پرندگان استفاده می شد. اکثر مصری ها قصد داشتند از این سلاح استفاده کنند، زیرا معتقد بودند استفاده از چوب پرتابی باعث افزایش بخت در موفقیت شکار می‌شود.

### تیر و کمان
تیر و کمان یکی از مهم ترین سلاح های مصر باستان است که از دوران پیش از سلسله و دوران پادشاهی‌ها تا دوره های مسیحی و اسلامی استفاده می شد. اولین کمان ها معمولاً "کمان شاخ" بودند که از اتصال یک جفت شاخ بز کوهی با یک قطعه چوب مرکزی ساخته می شدند.

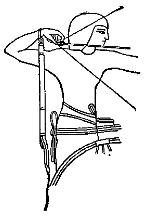
تیرانداز تبسی سوار بر ارابه

در آغاز دوره پادشاهی، کمان ها از چوب ساخته می شدند. آنها یک انحنا داشتند و با نخ های حیوانی مانند روده گوسفند یا خوک و یا رشته های ساخته شده از الیاف گیاهی بند می شدند. در دوره پیش از سلسله، کمان ها اغلب دارای انحنای دوگانه بودند، اما در دوران پادشاهی کهن، کمان تک قوسی به کار گرفته شد. از این کمانها برای پرتاب تیرهای سه پر که نوک آنها از سنگ چخماق یا چوب سخت و یا برنز استفاده می شد. خود کمان معمولاً بین یک تا دو متر طول داشت و از یک تیرک چوبی تشکیل شده بود که در دو انتها باریک می شد.
در طول پادشاهی جدید، کمان مرکب که توسط هیکسوس های آسیایی معرفی شد، مورد استفاده قرار گرفت، . اغلب این کمان ها در خود مصر ساخته نمی شدند، بلکه مانند سایر سلاح های مدرن از خاورمیانه وارد می شدند. با این حال، کمان قدیمی‌تر و تک منحنی در جامعه کاملاً رها نشده بودند. به عنوان مثال، به نظر می رسد که توتموس سوم و آمنهوتپ دوم همچنان از این کمان های قدیمی استفاده می کردند. یک سلاح دشوار مثل کمان تک قوسی برای استفاده موفقیت آمیز، نیاز به قدرت، مهارت و سال ها تمرین داشت. کماندار باتجربه سلاح خود را با دقت انتخاب کرد. صنعتگران مصری هرگز خود را به یک نوع چوب برای ساخت کمان محدود نکردند، برای آنها بسیار رایج بود که از چوب های وارداتی و مصری برای ساخت کمان های خود استفاده می کردند.